# Élli Lambéti
Élli Lambéti (en grec moderne : Έλλη Λαμπέτη), née Élli Loúkou (Έλλη Λούκου) le 13 avril 1926 à Vília (banlieue d'Athènes) et décédée le 3 septembre 1983 à New York, était une actrice de théâtre et de cinéma grecque.

## Biographie
Elle fut d'abord la secrétaire particulière de Maríka Kotopoúli.
Elle commença sa carrière théâtrale puis cinématographique à la fin de la seconde guerre mondiale. Elle joua sur scène le premier rôle dans La Ménagerie de verre de Tennessee Williams (1946), Antigone (Anouilh) (1947).
Son premier film fut Esclaves non asservis de Vion Papamichaïl en 1946. Elle fut ensuite une des actrices principales de Michael Cacoyannis.
Atteinte d'un cancer, elle perdit sa voix avant de mourir à New York en 1983.

## Filmographie
- 1946 : Esclaves non asservis (Αδούλωτοι σκλάβοι) de Vion Papamichaïl
- 1954 : Le Réveil du dimanche (Κυριακάτικο ξύπνημα) de Michael Cacoyannis
- 1955 : La Fausse Livre d'or (Η κάλπικη λίρα) de Yórgos Tzavéllas
- 1956 : La Fille en noir (Το κορίτσι με τα μαύρα) de Michael Cacoyannis
- 1958 : Fin de crédit (Το τελευταίο ψέμμα) de Michael Cacoyannis